# Новоильменское сельское поселение
Новоильменское сельское поселение — упразднённое муниципальное образование в Новохопёрском районе Воронежской области.
Административный центр — посёлок Половцево.

## История
Законом Воронежской области от 25 ноября 2011 года № 161-ОЗ, преобразованы, путём объединения:
- Городское поселение город Новохопёрск, Новохопёрское городское поселение, Алфёровское сельское поселение, Каменно-Садовское сельское поселение, Новоильменское сельское поселение и Русановское сельское поселение — в Городское поселение — город Новохопёрск.

## Административное деление
В состав поселения входят:
- посёлок Половцево
- хутор Богдань
- посёлок Варварино
- посёлок Глинкино
- посёлок Новоильменский
- посёлок Озёрный
- станция Половцево